# Torre del Guano
La Torre del Guano és un habitatge al terme municipal de Torrelavit (Alt Penedès) inclòs a l'Inventari del Patrimoni Arquitectònic de Catalunya. Conjunt format per una casa i un magatzem situat al peu de la carretera de Sant Pere a Sant Sadurní d'Anoia, prop del nucli de Lavit. Les dues construccions són de planta baixa. L'habitatge presenta una façana d'estructura simètrica, amb coronament ondulat i tres grans obertures rectangulars, dues finestres i la porta d'accés. Hi ha una torre damunt de la teulada i elements de decoració floral. El magatzem, molt reformat, té un coronament amb línies sinuoses i esgrafiats ornamentals. El conjunt respon a les característiques formals del Modernisme. La Torre de Guarro va ser construïda a principis del segle xx, segons la inscripció de l'any 1907 que apareix a la façana i també pel plantejament estètic de l'edifici.